# Eremonotus
Eremonotus is een vliegengeslacht uit de familie van de roofvliegen (Asilidae).

## Soorten
- E. hauseri Geller-Grimm & Hradský, 1998
- E. nudus Theodor, 1980